# Утёс Банзай

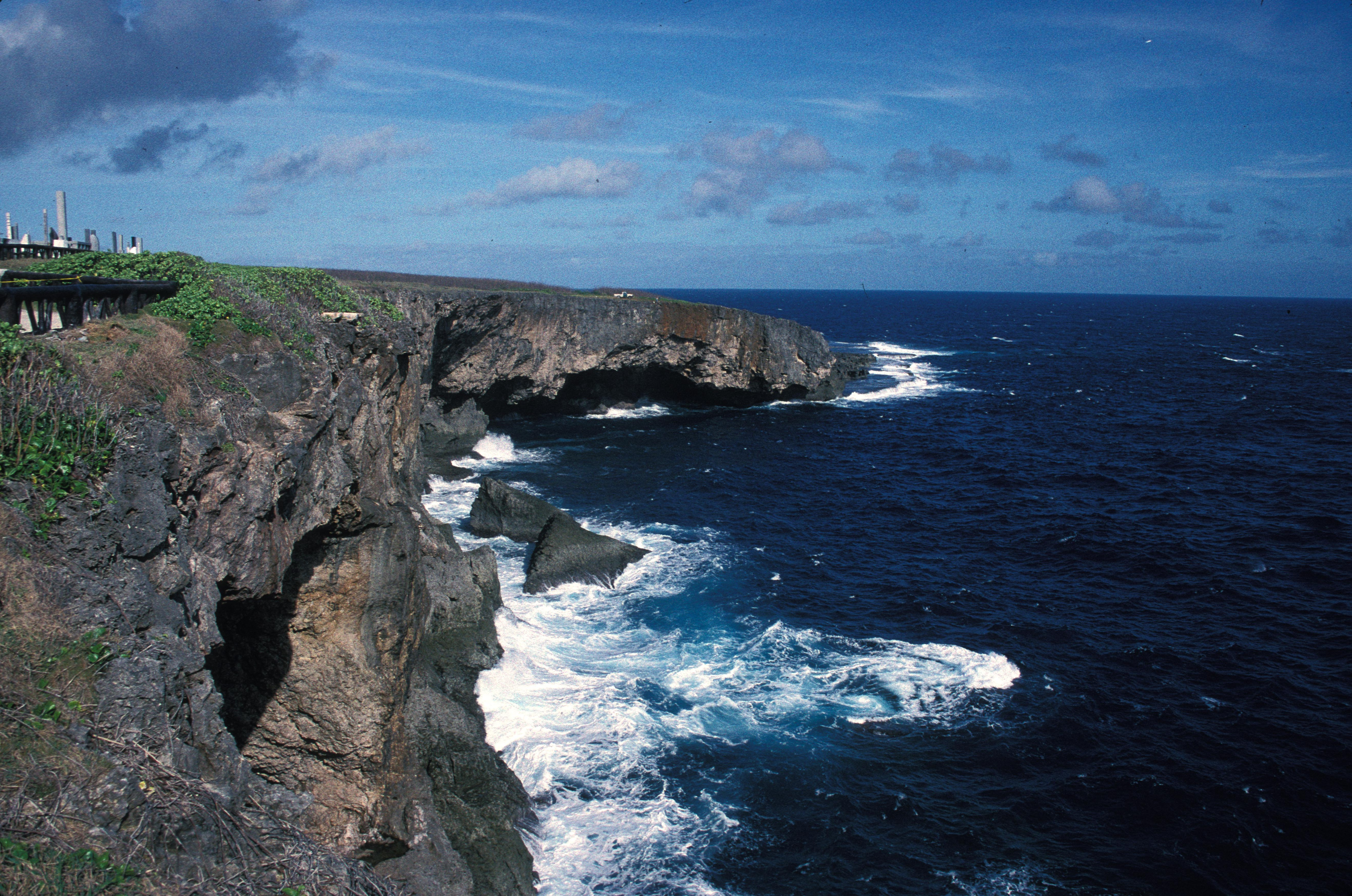
Утёс Банзай

Утёс Банзай 15°17′11″ с. ш. 145°48′56″ в. д. — историческое место на северной оконечности острова Сайпан на Северных Марианских островах, с видом на Тихий океан. Ближе к концу битвы за Сайпан в 1944 году сотни японских гражданских лиц и солдат императорской японской армии спрыгнули со скалы и погибли в океане и на скалах внизу, чтобы не попасть в плен к американцам. Некоторые прыгнувшие с утёса Банзай не погибли и были захвачены в плен американскими кораблями. Недалеко от прибрежной равнины находится высокая скала под названием «Утёс самоубийц», которая была ещё одним местом многочисленных самоубийств.
Участок площадью 7,5 акров (3,0 га) на этом месте был внесён в Национальный реестр исторических мест США в 1976 году. Участок также включён в Landing Beaches; Aslito/Isely Field; & Marpi Point — исторический район острова Сайпан, который в 1985 году был признан национальным историческим памятником США.